# Chrám Zesnutí přesvaté Bohorodice (Travnik)
Chrám Zesnutí přesvaté Bohorodice (srbsky Црква успења пресвете Богородице/Crkva uspenja presvete Bogorodice) je kostel Srbské pravoslavné církve, který se nachází ve městě Travnik v Bosně a Hercegovině. Jedná se o kulturní památku celonárodního významu (bosensky nacionalni spomenik Bosne i Hercegovine). Nachází se jihozápadně od střed města, v blízkosti františkánského kláštera a Hudební školy.
Kostel byl vybudován v polovině 50. let 19. století a dokončen v roce 1854. Jeho realizace byla možná po souhlasu turecké správy, která se desetiletími i staletími výstavbě kostelů bránila a bohoslužby se musely konat mimo hranice města. Pozemek pro kostel byl zajištěn na základě daru, který poskytl Šemsibeg Ibrahimpašić Kukavčić. Do dnešní doby se nedochovaly informace o tom, kdo kostel vyprojektoval a kdo jej postavil. Během výstavby tohoto svatostánku byl paralelně budován i katolický kostel v Travniku. V roce 1911 byl kostel rozšířen. Ani po dokončení však kostel nesměl mít zvony; ty byly pořízeny až roku 1923 ve městě Splitu v dnešním Chorvatsku. Kostel nebyl zásadněji poničen během žádné z válek v 20. století. V roce 2010 byla při rekonstrukci vyměněna okna.
Kostel je jednolodní, zbudován byl z kamenných bloků. Má jednu věž o čtvercovém půdorysu s cibulovitou věžičkou.
Ikony pro ikonostas vytvořil Roman Petrović v letech 1927 až 1940. V kostele jsou také umístěny starší hodnotné ikony a rukopisné knihy ze 17. a 18. století. Interiér chrámu (zdi) získal svoji současnou výmalbu ve 30. letech 20. století.